# Salix dolichostachya
Salix dolichostachya es una especie de sauce perteneciente a la familia de las salicáceas. Es nativa de Asia.

## Descripción
Es un arbusto o pequeño árbol con las ramas jóvenes pubescentes. Las hojas de 5-13 x 1,7-5,1 cm, lanceoladas, elípticas u ovaladas-lanceoladas, aserradas. Planta precoz. Los amentos masculinos de 2.5-4 cm de largo, casi sésiles. Raquis velloso. Los amentos femeninos de 5-11 cm de longitud. El fruto es una cápsula glabra, de 6-7 mm de largo, con estípite de 1 mm de largo.

## Distribución
Se encuentra en Pakistán (Murree), Cachemira, India (Himachal Predesh Tehri-Garhwal).

## Taxonomía
Salix dolichostachya fue descrita por Flod. y publicado en Geogr. Annalar 17: 311. 1935.
Etimología
Salix: nombre genérico latino para el sauce, sus ramas y madera.
dolichostachya: epíteto
Sinonimia
- Salix daphnoides sensu Brandis[4]